# Mihail Mil
Mihail Leontjevič Mil (rusko: Михаил Леонтьевич Миль), sovjetski helikopterski inženir, * 22. november 1909, Irkutsk, Rusija, † 31. januar 1970, Moskva, Sovjetska zveza. 
Ustanovil je Moskovski helikopterski zavod M. L. Mila, ki je izdelal veliko znanih sovjetskih helikopterjev pod oznako Mil.

## Biografija
Rojen je bil v Irkutsku. Njegov oče je bil zaposlen na transibirski železnici, njegova mama pa je bila zobozdravnica. 
Pri 12-ih je dobil prvo nagrado pri modeliranju letal. Leta 1926 se je vpisal v politehniško univerzo v Tomsku, pozneje  1928 se je premestil politehniško univerzo v Novočerkasku, kjer se je specializiral v aviaciji. Poročil se je s sošolko P.G. Rudenko in je z njo imel 4 hčerke in sina. 
Leta 1931 je diplomiral in začel pri CAGI- centralnem aerodinamičnem in hidrodinamčnem inštitutu. Specializiral se je v dizajnu avtožirov. Sodeloval je z bodočim tekmecem Nikolaj Kamov. Med drugo svetovno vojno se je bojeval na vzhodni fronti. Leta 1943 je bil vpoklican naj nadaljuje pri izboljševanju stabilnosti in krmarljivosti letal. Svojo dizertacijo je vloižil leta 1945 in nadaljeval pri helikopterskem odelku Cagi, ki se je preimenoval v Moskovsko tovarno helikopterjev.
Njegove kreacije so dobile 69 svetovnih rekordov. Mil Mi-4 je dobil zlato medaljo v Bruslju leta 1958, po njegovi smrti je Mil Mi-12 dobil naslov najmočnejšega helikopterja na svetu. Mil Mi-8 je bil najbolj množično proizvajan helikopter na svetu s preko 16.000 primerki.
Umrl je leta 1970 v Moskvi in bil pokopan v pokopališču Judinsko izven Moskve.